# دوري سلتيك 2005–06
دوري سلتيك 2005–06 هو الموسم 5 من  بطولة اتحاد الرغبي. أقيم خلال الفترة 2 سبتمبر 2005 وحتى 27 مايو 2006، وكان عدد الأندية المشاركة فيه  11، وفاز فيه Ulster Rugby ‏.